# Cristiano di Danimarca
Cristiano di Danimarca (Copenaghen, 10 aprile 1603 – Dresda, 2 giugno 1647) fu principe del Regno di Danimarca e Norvegia.

## Biografia
Nacque come secondogenito di Cristiano IV di Danimarca e della prima moglie Anna Caterina del Brandeburgo, figlia del Principe elettore Gioacchino III Federico di Brandeburgo.
Nacque dunque dall'unione di due grandi dinastie europee: gli Oldenburg e gli Hohenzollern.
Il primo figlio della coppia reale, Federico, nacque nel 1599 e visse meno di un mese.
La Danimarca era una monarchia elettiva in cui il potere di eleggere il sovrano spettava ad un Consiglio. Di solito, durante la sua vita, tale organo aveva sempre scelto il primo figlio maschio del re in carica. Già nel 1610 venne quindi nominato come Principe Eletto il piccolo Cristiano.
Nel 1625 la Danimarca venne coinvolta nella Guerra dei trent'anni. Mentre il re Cristiano IV aveva il comando sul campo di battaglia, il principe Cristiano fu messo a capo delle manovre militari.
In quello stesso anno intrecciò una relazione con la nobile danese Anne Lykke. Temendo che le incapacità militari del figlio fossero causate dall'influenza negativa della giovane, il re la fece arrestare causando però un conflitto tra la monarchia e il Consiglio di Stato.
Nel 1628 Cristiano ricevette il feudo di Malmöhus e nel 1632 venne nominato Governatore Generale dei territori danesi dell'Holstein e Schleswig.
Il 5 ottobre 1634 a Copenaghen il principe sposò Maddalena Sibilla di Sassonia, figlia di Giovanni Giorgio I di Sassonia, da cui non ebbe alcun figlio.
Cristiano non era molto coinvolto nelle scelte politiche del padre ma nell'autunno del 1644 venne provvisoriamente messo a capo del governo in quanto il re dovette andare a combattere nella Guerra di Torstenson.
Cristiano, prima di morire, il 2 giugno 1647 stroncato da un male improvviso, condusse un'esistenza dissoluta bevendo e accumulando debiti che neanche il padre e un grosso prestito concessogli dal duca di Gottorp riuscirono a colmare.
Cristiano IV morì otto mesi dopo la morte del figlio, all'inizio del 1648. Il Consiglio elesse nuovo re il fratello minore del principe Cristiano: Federico III di Danimarca.

## Albero genealogico
|                                        |                                 |                                    | Genitori                           |  |  | Nonni |  |  | Bisnonni                   |  |  | Trisnonni               |  |
|                                        |                                 |                                    |                                    |  |  |       |  |  | Cristiano III di Danimarca |  |  | Federico I di Danimarca |  |
|                                        |                                 |                                    |                                    |  |  |       |  |  | Cristiano III di Danimarca |  |  | Federico I di Danimarca |  |
|                                        |                                 | Anna del Brandeburgo               |                                    |  |  |       |  |  | Cristiano III di Danimarca |  |  |                         |  |
| Federico II di Danimarca               |                                 |                                    |                                    |  |  |       |  |  | Cristiano III di Danimarca |  |  |                         |  |
|                                        |                                 | Dorotea di Sassonia-Lauenburg      | Magnus I di Sassonia-Lauenburg     |  |  |       |  |  |                            |  |  |                         |  |
|                                        |                                 | Dorotea di Sassonia-Lauenburg      | Magnus I di Sassonia-Lauenburg     |  |  |       |  |  |                            |  |  |                         |  |
|                                        |                                 | Dorotea di Sassonia-Lauenburg      | Caterina di Braunschweig-Lüneburg  |  |  |       |  |  |                            |  |  |                         |  |
| Cristiano IV di Danimarca              |                                 | Dorotea di Sassonia-Lauenburg      |                                    |  |  |       |  |  |                            |  |  |                         |  |
|                                        |                                 | Ulrico III di Meclemburgo-Güstrow  | Alberto VII di Meclemburgo-Güstrow |  |  |       |  |  |                            |  |  |                         |  |
|                                        |                                 | Ulrico III di Meclemburgo-Güstrow  | Alberto VII di Meclemburgo-Güstrow |  |  |       |  |  |                            |  |  |                         |  |
|                                        |                                 | Ulrico III di Meclemburgo-Güstrow  | Anna di Brandeburgo                |  |  |       |  |  |                            |  |  |                         |  |
| Sofia di Meclemburgo-Güstrow           |                                 | Ulrico III di Meclemburgo-Güstrow  |                                    |  |  |       |  |  |                            |  |  |                         |  |
|                                        |                                 | Elisabetta di Danimarca            | Federico I di Danimarca            |  |  |       |  |  |                            |  |  |                         |  |
|                                        |                                 | Elisabetta di Danimarca            | Federico I di Danimarca            |  |  |       |  |  |                            |  |  |                         |  |
|                                        |                                 | Elisabetta di Danimarca            | Sofia di Pomerania                 |  |  |       |  |  |                            |  |  |                         |  |
| Cristiano di Danimarca                 |                                 | Elisabetta di Danimarca            |                                    |  |  |       |  |  |                            |  |  |                         |  |
|                                        | Giovanni Giorgio di Brandeburgo | Gioacchino II di Brandeburgo       |                                    |  |  |       |  |  |                            |  |  |                         |  |
|                                        | Giovanni Giorgio di Brandeburgo | Gioacchino II di Brandeburgo       |                                    |  |  |       |  |  |                            |  |  |                         |  |
|                                        | Giovanni Giorgio di Brandeburgo | Maddalena di Sassonia              |                                    |  |  |       |  |  |                            |  |  |                         |  |
| Gioacchino III Federico di Brandeburgo | Giovanni Giorgio di Brandeburgo |                                    |                                    |  |  |       |  |  |                            |  |  |                         |  |
|                                        |                                 | Sofia di Liegnitz                  | Federico II di Legnica             |  |  |       |  |  |                            |  |  |                         |  |
|                                        |                                 | Sofia di Liegnitz                  | Federico II di Legnica             |  |  |       |  |  |                            |  |  |                         |  |
|                                        |                                 | Sofia di Liegnitz                  | Sofia di Brandeburgo-Ansbach       |  |  |       |  |  |                            |  |  |                         |  |
| Anna Caterina del Brandeburgo          |                                 | Sofia di Liegnitz                  |                                    |  |  |       |  |  |                            |  |  |                         |  |
|                                        |                                 | Giovanni di Brandeburgo-Küstrin    | Gioacchino I di Brandeburgo        |  |  |       |  |  |                            |  |  |                         |  |
|                                        |                                 | Giovanni di Brandeburgo-Küstrin    | Gioacchino I di Brandeburgo        |  |  |       |  |  |                            |  |  |                         |  |
|                                        |                                 | Giovanni di Brandeburgo-Küstrin    | Elisabetta di Danimarca            |  |  |       |  |  |                            |  |  |                         |  |
| Caterina di Brandeburgo-Küstrin        |                                 | Giovanni di Brandeburgo-Küstrin    |                                    |  |  |       |  |  |                            |  |  |                         |  |
|                                        |                                 | Caterina di Brunswick-Wolfenbüttel | Enrico V di Brunswick-Lüneburg     |  |  |       |  |  |                            |  |  |                         |  |
|                                        |                                 | Caterina di Brunswick-Wolfenbüttel | Enrico V di Brunswick-Lüneburg     |  |  |       |  |  |                            |  |  |                         |  |
|                                        |                                 | Caterina di Brunswick-Wolfenbüttel | Maria di Württemberg               |  |  |       |  |  |                            |  |  |                         |  |
|                                        |                                 | Caterina di Brunswick-Wolfenbüttel |                                    |  |  |       |  |  |                            |  |  |                         |  |